# 特维尔 (厄尔-卢瓦省)
特维尔（法語：Theuville，法語發音：[tøvil] ⓘ）是法国厄尔-卢瓦省的一个市镇，属于沙特尔区。该市镇于2016年由原特维尔与市镇佩济合并而成。

## 地理
特维尔（48°20'7"N, 1°36'1"E）面积29.86 平方千米，位于法国中央-卢瓦尔河谷大区厄尔-卢瓦省，该省份为法国北部内陆省份，北起顺时针与厄尔省、伊夫林省、埃松省、卢瓦雷省、卢瓦-谢尔省、萨尔特省和奧恩省接壤。
与特维尔接壤的市镇（或旧市镇、城区）包括：贝谢尔莱皮埃尔、普吕奈勒日隆、阿洛讷、博维利耶、莱维拉日沃韦安、邦塞、达马里。
特维尔的时区为UTC+01:00、UTC+02:00（夏令时）。

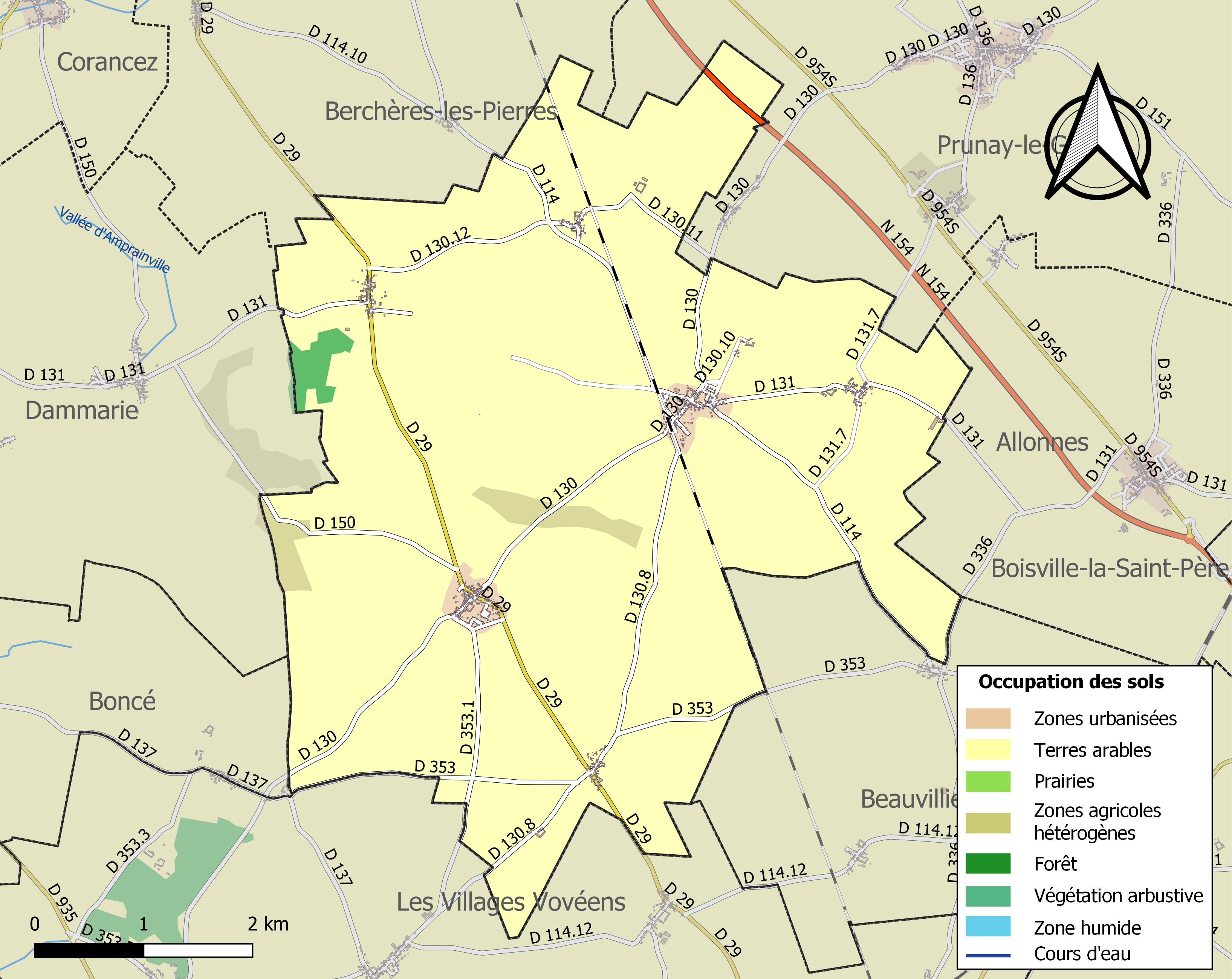
特维尔的OSM定位图

## 行政
特维尔的邮政编码为，INSEE市镇编码为28383。

## 政治
特维尔所属的省级选区为莱维拉日沃韦安县。

## 人口

1962-2008年间特维尔人口变化图示

特维尔于2022年1月1日时的人口数量为728人。